# 이리리강

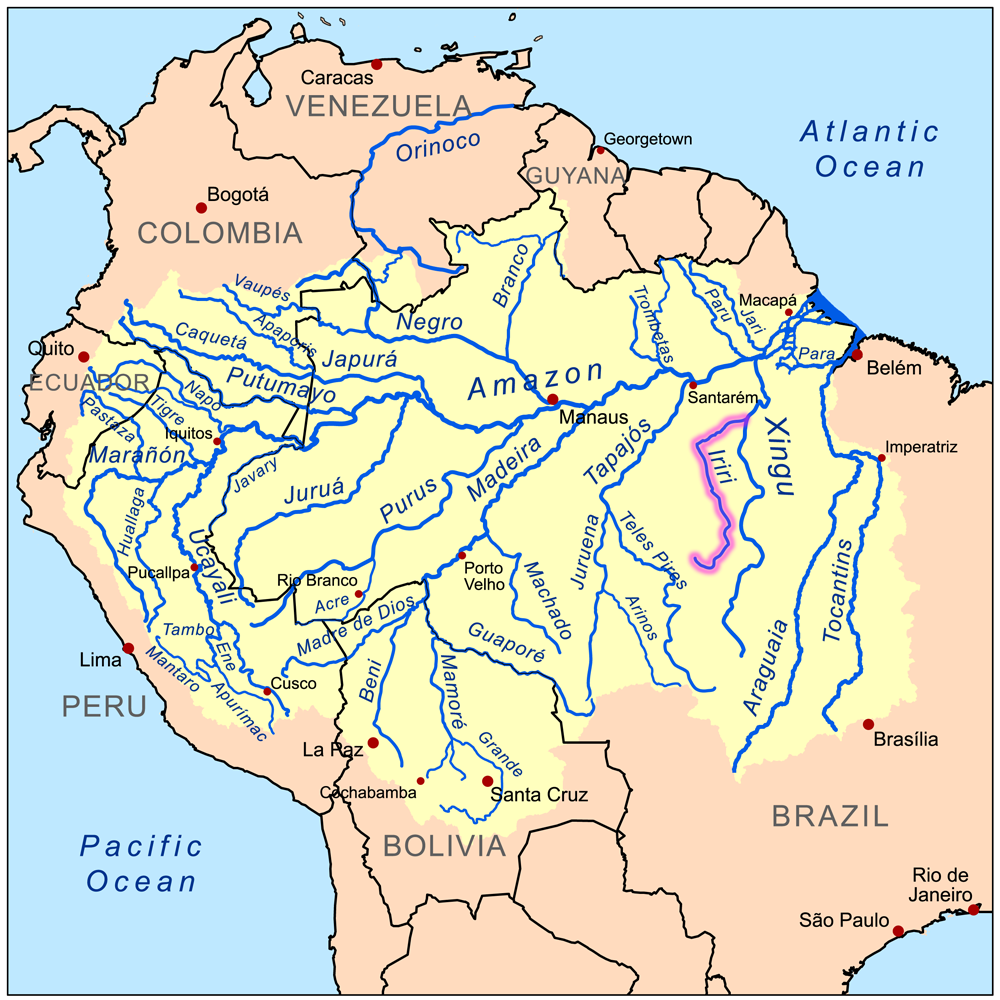

이리리강(Rio Iriri)은 브라질 파라주(Pará)를 흐르는 강으로, 싱구강의 큰 지류이다. 길이는 1,300km로 세계에서 116번째, 아마존 분지에서 15번째로 길다. 상류 지역은 원주민 파나라족(Panará)의 고향이다.

## 같이 보기
- 싱구강
- 타파조스강